# بهرندورف (شلسویگ-هولشتاین)
بهرندورف (به آلمانی: Behrendorf) یک شهر در آلمان است که در نوردفرایسلند واقع شده‌است. بهرندورف ۶۰۵ نفر جمعیت دارد.